# 1833 en Lorraine
Chronologie de la Lorraine
- 1829
- 1830
- 1831
- 1832
- 1833
- 1834
- 1835
- 1836
- 1837

Cette page est une liste d'événements qui se sont produits durant l'année 1833 en Lorraine.

## Événements
- Émile Bégin publie une Histoire des duchés de Lorraine, de Bar et des Trois-Evêchés, chez Vidart et Jullien, libraires, rue du pont Mouja à Nancy[1].
- Sont élus députés de la Meurthe : Maurice de Lacoste du Vivier jusqu'en 1848, soutenant la monarchie de Juillet et Joseph François de L'Espée jusqu'en 1837.

## Naissances

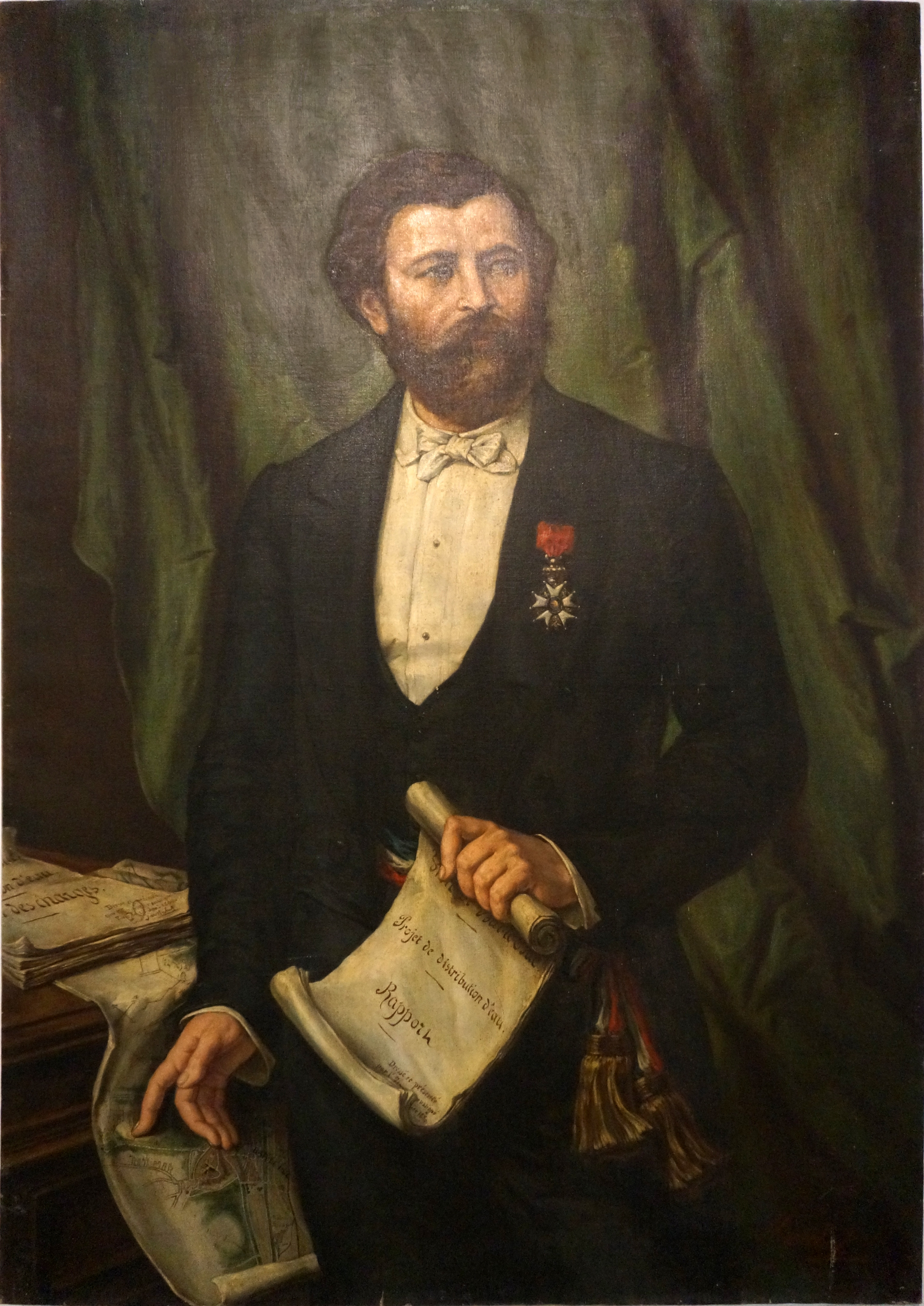
Ernest Bradfer

- 5 février à Saint-Mihiel : François Félix Liouville, dit Frantz Liouville, mort à Paris le 29 janvier 1901, compositeur français.
- 27 février à Fraize (Vosges) : Albert Ferry est un homme politique français décédé le 16 décembre 1893 à Paris
- 29 mars à Nantois : Ernest Bradfer, de son nom complet Jean-Baptiste Christophe Ernest Bradfer[2], mort à Bar-le-Duc le 9 juin 1882[3], est un maître de forges et homme politique français.
- 4 avril à Domrémy-la-Pucelle : Gustave-Alexandre Liétard, docteur en médecine de la Faculté de Strasbourg, médecin-inspecteur des eaux de Plombières, écrivain ethnologue et philologue français.
- 17 avril à Dieuze : Arthur Arnould (aussi connu sous le pseudonyme de Arthur Matthey), mort le 26 novembre 1895 à Paris, ancien employé de l’Assistance publique, écrivain et journaliste libertaire français. Il participe activement à la Commune de Paris et est un membre actif de la Première Internationale (Association internationale des travailleurs)[4].
- 26 avril à Metz : Alfred Mardochée Mayrargues, mort le 15 janvier 1901 à Paris, financier, trésorier de l'alliance française et du cercle Saint Simon, promoteur de l’instruction populaire.
- 15 mai à Metz : Ernest Hussenot, nom de naissance Ernest-Joseph Hussenot, mort en 1883 à Versailles, militaire et dessinateur français connu, notamment, pour son Album des deux sièges de Paris, 1870-1871, croquis militaires. Capitaine de l'armée versaillaise, il a réalisé ces dessins lors d'une mission d'espionnage qu'on lui avait confiée dans les zones tenues par des communards, mission qui lui vaudra d'être reçu chevalier de la légion d'honneur.
- 30 juin à Lunéville : Camille Viox est un homme politique français décédé le 18 février 1910 à Lunéville.
- 19 octobre à Nancy : Léon et Jules Voirin, peintres français, frères jumeaux, morts dans la même ville respectivement le 10 juin 1887 et le 6 août 1898.
- 3 novembre à Frauenberg : Elie Lazard, décédé le 10 février 1897 à Paris VIIIe), banquier franco-américain, quatrième frère de la famille Lazard à avoir intégré la direction de la société Lazard Frères & Co.[5]
- 30 novembre :
  - à Damvillers : Jules Joseph Liégeois, décédé à Bains-les-Bains le 14 août 1908, juriste français membre de l'École de Nancy, connu pour ses travaux sur l'hypnose et les suggestions criminelles.
  - à Toul : Étienne Delrieux[6], peintre français, mort à Paris 15e le 29 juillet 1881[7].

## Décès

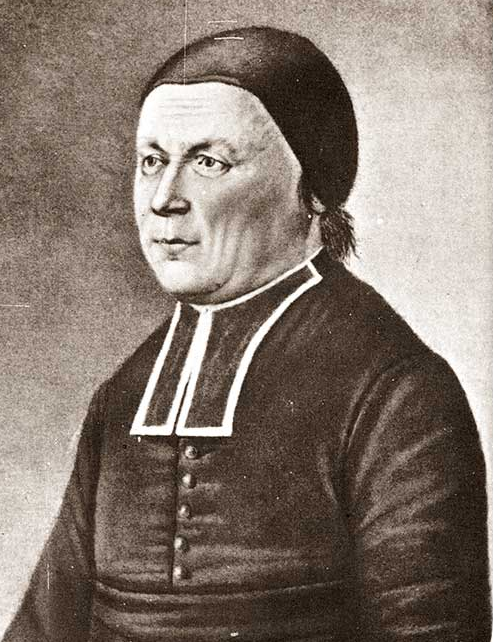
Antoine Gapp

- 27 mars à Forbach : Antoine Gapp, Anton Gapp (né le 1er janvier 1766 à Oermingen), prêtre catholique français de l'évêché de Metz, fondateur de la congrégation des Sœurs de la Providence de Saint André de Peltre de droit pontifical.
- 28 mai à Nancy : Ignace-Laurent-Stanislas d'Oullenbourg, né le 10 août 1766 à Landau, général français de la Révolution et de l’Empire.
- 29 mai à Nancy : Charles, baron Daurier, né le 29 juin 1761 à Saint-Paulien,  général français de la Révolution et de l’Empire.
- 20 août à Nancy : Stanislas Michel François Vallet de Merville, homme politique français né le 1er novembre 1767 à Metz (Moselle).
- 26 novembre à Nancy : Pierre Cassagne, né le 31 décembre 1763 à Toulouse (Haute-Garonne), général français de la Révolution et de l’Empire.